# Wereldbeker boogschieten
De wereldbeker boogschieten is een internationale serie van wedstrijden boogschieten van de FITA, die wordt georganiseerd sinds 2006. 

## Competitieformaat
De wereldbeker bestaat uit vier wedstrijden (Stages) - die verspreid over een jaar worden gespeeld - en een afsluitende finalewedstrijd. In Olympische jaargangen zijn er drie wedstrijden in plaats van vier. Doelen van de wereldbeker zijn onder andere: topsporters het hele jaar door betrekken, boogschieten meer onder de aandacht brengen en sponsoring ontwikkelen. Mannen en vrouwen kennen elk een individuele competitie ,een teamcompetitie en een gemengde competitie, waarbij er in eliminatierondes wordt gespeeld. Er wordt geschoten met de compoundboog en de recurveboog. De beste 7 sporters per categorie, na 4 wereldbekerwedstrijden, worden door FITA voor de wereldbekerfinale uitgenodigd samen met een atleet van het gastland.
In Recurve schieten de boogschutters op een doel met een diameter van 122 cm op 70 meter afstand terwijl de compoundboogschutters schieten op een doel van 80 cm doorsnede op 50 meter afstand. Er wordt eerst een kwalificatiefase gehouden met 72 pijlen. Vanuit de stand die daaruit komt worden dan de boogschutters ingedeeld voor de eliminatieronde. In de eliminatie ronde nemen de deelnemers het een-tegen-een op tegen elkaar en de winnaar van het duel gaat naar de volgende ronde.
Wedstrijden met recurvebogen volgen een setsysteem waarbij elke deelnemer elke set drie pijlen krijgt en degene met de meeste punten wint de set. Een overwinning geld als 2 punten en een gelijkspel als 1 terwijl een nederlaag nul punten geeft. De eerste schutter die zes punten scoort wint de wedstrijd. In wedstrijden met compoundbogen worden er in totaal vijftien pijlen geschoten, drie pijlen per ronde maar telt enkel het eindtotaal van punten geschoten met deze vijftien pijlen. Als er na deze ronde een gelijkspel is dan gaat men voort naar een single-arrow shoot-off waarbij er met een enkele pijn geschoten wordt en de winnaar is degene wiens pijl het dichts bij de roos landt.

## Geschiedenis
De wereldbeker wordt georganiseerd sinds 2006. De meest succesvolste deelnemer is Sara Lopez die anno 2021 zes eindzeges op haar naam heeft staan. Bij de mannen is Brady Ellison het meest succesvol met vijf. Lopez heeft ook de meeste wereldbekerwedstrijden gewonnen met elf doet ze een beter dan Ellison.

## Gaststeden
| Jaar | Ronde 1                                                                  | Ronde 2                                                                  | Ronde 3                                                                  | Ronde 4                                                                  | Finale                                                                   |
| ---- | ------------------------------------------------------------------------ | ------------------------------------------------------------------------ | ------------------------------------------------------------------------ | ------------------------------------------------------------------------ | ------------------------------------------------------------------------ |
| 2006 | Poreč                                                                    | Antalya                                                                  | San Salvador                                                             | Shanghai                                                                 | Mérida                                                                   |
| 2007 | Ulsan                                                                    | Varese                                                                   | Antalya                                                                  | Dover                                                                    | Dubai                                                                    |
| 2008 | Santo Domingo                                                            | Poreč                                                                    | Antalya                                                                  | Boé                                                                      | Lausanne                                                                 |
| 2009 | Santo Domingo                                                            | Poreč                                                                    | Antalya                                                                  | Shanghai                                                                 | Kopenhagen                                                               |
| 2010 | Poreč                                                                    | Antalya                                                                  | Ogden                                                                    | Shanghai                                                                 | Edinburgh                                                                |
| 2011 | Poreč                                                                    | Antalya                                                                  | Ogden                                                                    | Shanghai                                                                 | Istanboel                                                                |
| 2012 | Shanghai                                                                 | Antalya                                                                  | Ogden                                                                    | Olympische Spelen                                                        | Tokio                                                                    |
| 2013 | Shanghai                                                                 | Antalya                                                                  | Medellín                                                                 | Wrocław                                                                  | Parijs                                                                   |
| 2014 | Shanghai                                                                 | Medellín                                                                 | Antalya                                                                  | Wrocław                                                                  | Lausanne                                                                 |
| 2015 | Shanghai                                                                 | Antalya                                                                  | Wrocław                                                                  | Medellín                                                                 | Mexico-Stad                                                              |
| 2016 | Shanghai                                                                 | Medellín                                                                 | Antalya                                                                  | Olympische Spelen                                                        | Odense                                                                   |
| 2017 | Shanghai                                                                 | Antalya                                                                  | Salt Lake City                                                           | Berlijn                                                                  | Rome                                                                     |
| 2018 | Shanghai                                                                 | Antalya                                                                  | Salt Lake City                                                           | Berlijn                                                                  | Samsun                                                                   |
| 2019 | Medellín                                                                 | Shanghai                                                                 | Antalya                                                                  | Berlijn                                                                  | Moskou                                                                   |
| 2020 | Afgelast wegens de coronacrisis, online alternatieve wedstrijden indoor. | Afgelast wegens de coronacrisis, online alternatieve wedstrijden indoor. | Afgelast wegens de coronacrisis, online alternatieve wedstrijden indoor. | Afgelast wegens de coronacrisis, online alternatieve wedstrijden indoor. | Afgelast wegens de coronacrisis, online alternatieve wedstrijden indoor. |
| 2021 | Guatemala-Stad                                                           | Lausanne                                                                 | Parijs                                                                   | Olympische Spelen                                                        | Yankton                                                                  |
| 2022 | Antalya                                                                  | Gwangju                                                                  | Parijs                                                                   | Medellín                                                                 | Tlaxcala                                                                 |
| 2023 | Antalya                                                                  | Shanghai                                                                 | Medellín                                                                 | Parijs                                                                   | Hermosillo                                                               |
| 2024 |                                                                          |                                                                          |                                                                          |                                                                          |                                                                          |